# UCI Amèrica Tour 2006-2007
L'UCI Amèrica Tour 2006-2007 és la tercera edició de l'UCI Amèrica Tour, un dels cinc circuits continentals de ciclisme de la Unió Ciclista Internacional. Estava format per trenta-sis proves, organitzades entre l'1 d'octubre de 2006i el 15 de setembre de 2007 a Amèrica.
El vencedor final a nivell individual fou el canadenc Svein Tuft, per equips triomfà el també canadenc Symmetrics Cycling Team, i per països fou Colòmbia qui obtingué més punts. En la nova classificació per països sub-23 fou el Brasil el vencedor.

## Evolució del calendari

### Octubre de 2006
| Data  | Cursa                        | Cat. | Vencedor          | Equip                 |
| ----- | ---------------------------- | ---- | ----------------- | --------------------- |
| 1-8   | Clàssic Ciclístic Banfoandes | 2.2  | Hernán Buenahora  | Gobernación de Zulia  |
| 10-15 | Volta a Chihuahua            | 2.2  | Luis Pérez Romero | Andalucía-Paul Versan |
| 20-1  | Volta a Guatemala            | 2.2  | Juan Carlos Rojas | Los Lagos-Dos Pinos   |

### Novembre de 2006
| Data  | Cursa                             | Cat. | Vencedor           | Equip                 |
| ----- | --------------------------------- | ---- | ------------------ | --------------------- |
| 7-12  | Doble Copacabana Grand Prix Fides | 2.2  | Juan Diego Ramírez | UNE-Orbitel           |
| 14-24 | Tour de Santa Catarina            | 2.2  | Pedro Nicácio      | Scott-Marcondes Cesar |

### Desembre de 2006
| Data  | Cursa              | Cat. | Vencedor    | Equip             |
| ----- | ------------------ | ---- | ----------- | ----------------- |
| 16-29 | Volta a Costa Rica | 2.2  | Henry Raabe | BCR-Pizza Hut-KHS |

### Gener de 2007
| Data  | Cursa                    | Cat. | Vencedor         | Equip                 |
| ----- | ------------------------ | ---- | ---------------- | --------------------- |
| 7     | Copa Amèrica de Ciclisme | 1.2  | Nilceu Santos    | Scott-Marcondes Cesar |
| 7-21  | Volta al Táchira         | 2.2  | Hernán Buenahora | Gobernación del Zulia |
| 23-28 | Tour de San Luis         | 2.2  | Jorge Giacinti   | Líder Presto          |

### Febrer de 2007
| Data  | Cursa              | Cat. | Vencedor        | Equip             |
| ----- | ------------------ | ---- | --------------- | ----------------- |
| 13-25 | Volta a Cuba       | 2.2  | Svein Tuft      | Symmetrics        |
| 18-25 | Volta a Califòrnia | 2.HC | Levi Leipheimer | Discovery Channel |

### Març de 2007
| Data  | Cursa                   | Cat. | Vencedor       | Equip        |
| ----- | ----------------------- | ---- | -------------- | ------------ |
| 15-25 | Volta per un Xile Líder | 2.2  | Jorge Giacinti | Líder Presto |

### Abril de 2007
| Data  | Cursa                        | Cat. | Vencedor        | Equip                 |
| ----- | ---------------------------- | ---- | --------------- | --------------------- |
| 7     | U.S. Cycling Open            | 1.1  | Svein Tuft      | Symmetrics            |
| 11-15 | Tour de Rio                  | 2.2  | Matías Medici   | Scott-Marcondes Cesar |
| 16-22 | Tour de Georgia              | 2.HC | Janez Brajkovic | Discovery Channel     |
| 22-29 | Volta a l'Estat de São Paulo | 2.2  | Marcos Novelo   |                       |
| 28-4  | Volta al Salvador            | 2.2  | Wilson Zambrano | Colombia es Pasión    |

### Maig de 2007
| Data  | Cursa                                                       | Cat. | Vencedor       | Equip                       |
| ----- | ----------------------------------------------------------- | ---- | -------------- | --------------------------- |
| 5     | Clásico Aniversario de la Federación Venezolana de Ciclismo | 1.2  | José Aguilar   | Fundadeporte Carabobo       |
| 6     | Copa Federación Venezolana de Ciclismo                      | 1.2  | José Alarcón   | Kino Tachira Banfoandes     |
| 10-13 | Doble Sucre Potosí GP Cemento Fancesa                       | 2.2  | Oscar Soliz    | Coordinadora De Boyaca Ebsa |
| 16-20 | Volta al Paraná                                             | 2.2  | Renato Seabra  | Clube DataRo de Ciclismo    |
| 25    | Campionat Panamericà Contra-rellotge                        | CC   | Libardo Niño   | Selecció de Colòmbia        |
| 27    | Campionat Panamericà en ruta                                | CC   | Martin Gilbert | Selecció del Canadà         |

### Juny de 2007
| Data  | Cursa                                   | Cat. | Vencedor        | Equip                 |
| ----- | --------------------------------------- | ---- | --------------- | --------------------- |
| 3     | Commerce Bank Lancaster Classic         | 1.1  | Bernhard Eisel  | T-Mobile              |
| 7     | Commerce Bank Reading Classic           | 1.1  | Bernhard Eisel  | T-Mobile              |
| 10    | Commerce Bank International Champioship | 1.HC | Juan José Haedo | CSC                   |
| 12-17 | Tour de Beauce                          | 2.2  | Ben Day         | Navigators Insurance  |
| 23    | Saturn Rochester Twilight Criterium     | 1.2  | Hilton Clarke   | Navigators Insurance  |
| 24    | Desafío Internacional de Ciclismo       | 1.2  | Rafael Andriato | Memorial-Fupes-Santos |

### Juliol de 2007
| Data  | Cursa                        | Cat. | Vencedor        | Equip                 |
| ----- | ---------------------------- | ---- | --------------- | --------------------- |
| 8     | Prueba Ciclística 9 de Julio | 1.2  | Rafael Andriato | Memorial-Fupes-Santos |
| 28-12 | Volta a Colòmbia             | 2.2  | Santiago Botero | UNE-Orbitel           |

### Agost de 2007
| Data | Cursa             | Cat. | Vencedor      | Equip                          |
| ---- | ----------------- | ---- | ------------- | ------------------------------ |
| 1-10 | Tour de Guadalupe | 2.2  | Flober Peña   | Capesterrienne                 |
| 27-9 | Volta a Veneçuela | 2.2  | César Salazar | Loteria Del Tachira-Banfoandes |

### Setembre de 2007
| Data  | Cursa              | Cat. | Vencedor           | Equip                                |
| ----- | ------------------ | ---- | ------------------ | ------------------------------------ |
| 8     | Univest Grand Prix | 1.2  | William Frischkorn | Slipstream-Chipotle                  |
| 11-16 | Tour de Missouri   | 2.1  | George Hincapie    | Discovery Channel                    |
| 15    | Tour de Leelanau   | 1.2  | Garrett Peltonen   | Priority Health presented by Bissell |

## Classificacions
| Pos | Ciclista                | Equip                   | Punts  |
| --- | ----------------------- | ----------------------- | ------ |
| 1   | Svein Tuft (CAN)        | Symmetrics              | 234,66 |
| 2   | Hernán Buenahora (COL)  | -                       | 194,66 |
| 3   | Alejandro Borrajo (ARG) | Rite Aid Pro Cycling    | 186    |
| 4   | Manuel Medina (VEN)     | -                       | 178,66 |
| 5   | Nilceu Santos (BRA)     | Scott-Marcondes Cesar   | 164,66 |
| 6   | Rafael Andriato (BRA)   | Memorial-Fupes-Santos   | 136    |
| 7   | César Salazar (COL)     | -                       | 134,66 |
| 8   | Santiago Botero (COL)   | UNE-Orbitel             | 129    |
| 9   | Anthony Brea (VEN)      | Serramenti-Selle Italia | 119,66 |
| 10  | Serguei Lagutin (UZB)   | Navigators Insurance    | 114    |

| Pos | Equip                             | País         | Punts  |
| --- | --------------------------------- | ------------ | ------ |
| 1   | Symmetrics                        | Canadà       | 624,62 |
| 2   | Scott-Marcondes Cesar             | Brasil       | 472,96 |
| 3   | Tecos de la UAG                   | Mèxic        | 384,62 |
| 4   | Navigators Insurance              | Estats Units | 358    |
| 5   | Slipstream-Chipotle               | Estats Units | 305    |
| 6   | Serramenti-Selle Italia           | Veneçuela    | 288,94 |
| 7   | Memorial-Fupes-Santos             | Brasil       | 246    |
| 8   | Health Net presented by Maxxis    | Estats Units | 226    |
| 9   | Kelly Benefit Strategies-Medifast | Estats Units | 211    |
| 10  | UNE-Orbitel                       | Colòmbia     | 205    |

| Pos | Ciclista     | Punts   |
| --- | ------------ | ------- |
| 1   | Colòmbia     | 1436,96 |
| 2   | Argentina    | 1140,64 |
| 3   | Canadà       | 977,3   |
| 4   | Brasil       | 888,98  |
| 5   | Veneçuela    | 724,98  |
| 6   | Estats Units | 578     |
| 7   | Mèxic        | 460,64  |
| 8   | Costa Rica   | 424     |
| 9   | Cuba         | 373     |
| 10  | Bolívia      | 311     |

| Pos | Ciclista     | Punts  |
| --- | ------------ | ------ |
| 1   | Brasil       | 448,32 |
| 2   | Canadà       | 208,66 |
| 3   | Argentina    | 199,32 |
| 4   | Veneçuela    | 154    |
| 5   | Mèxic        | 148    |
| 6   | Bolívia      | 101    |
| 7   | Colòmbia     | 87,66  |
| 8   | Equador      | 76     |
| 9   | Belize       | 72     |
| 10  | Estats Units | 65     |